# Norwegisches Forschungszentrum für Gewalt und traumatischen Stress

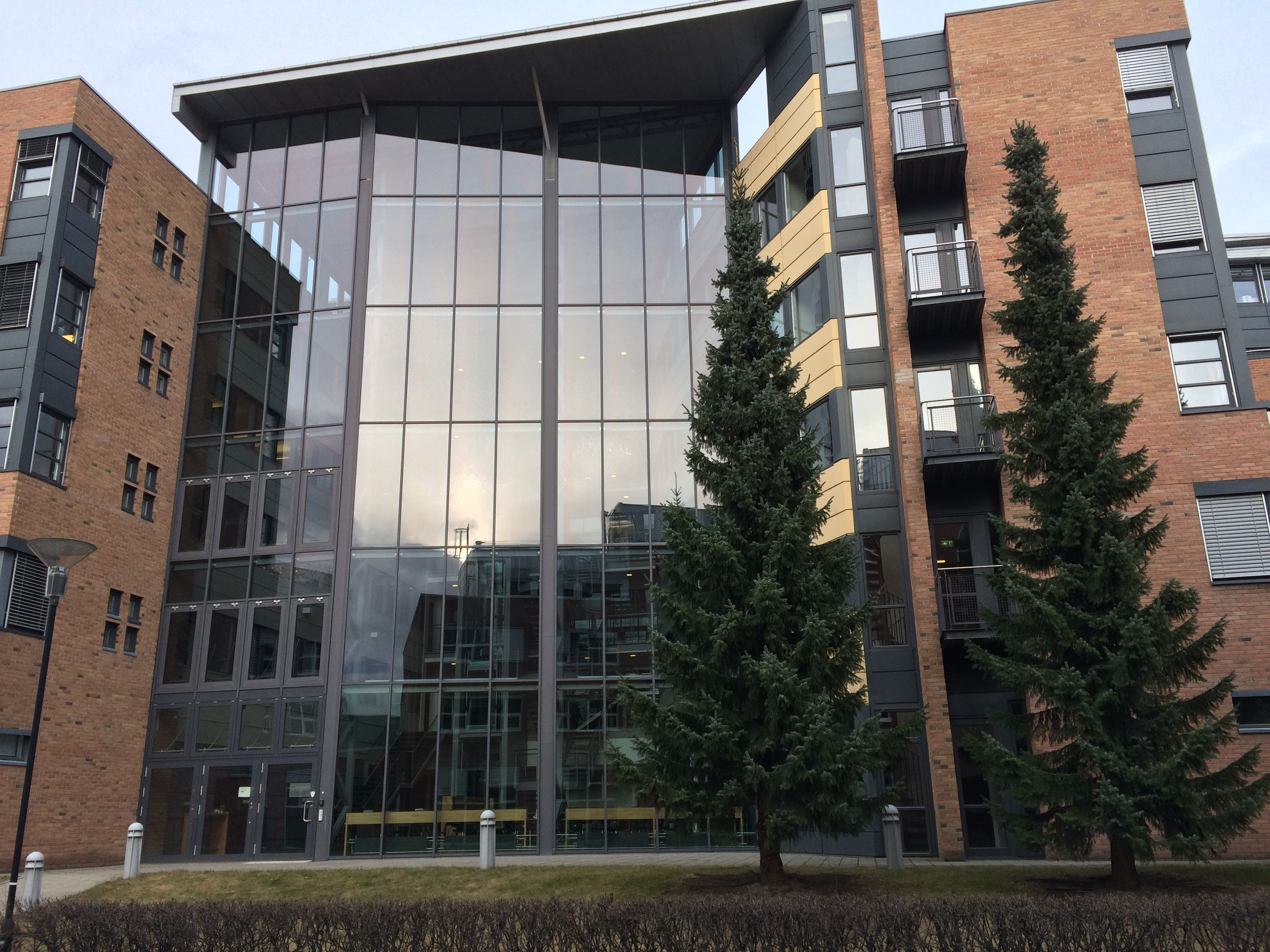
NKVTS

Das Norwegische Forschungszentrum für Gewalt und traumatischen Stress (norwegisch Nasjonalt kunnskapssenter om vold og traumatisk stress, abgekürzt NKVTS) ist ein staatliches interdisziplinäres Forschungsinstitut in Norwegen mit Sitz in Oslo.
Es konzentriert sich auf Gewalt und sexueller Missbrauch, Katastrophen, Terrorismus, bewaffnete Konflikte und psychisches Trauma, und Zwangsmigration und Flüchtlingsgesundheit. Die Forschung umfasst psychologische, psychiatrische, sozialwissenschaftliche und rechtliche Perspektiven. Das Institut wurde 2004 von der norwegischen Regierung gegründet und bildet ein An-Institut der Universität Oslo. Es erhält seine Finanzierung und Aufgaben direkt von der Regierung und hat deshalb ein Sonderstatus innerhalb der Universität.